# На пути к небесам
«На пути к небесам» (кор. 무브 투 헤븐: 나는 유품정리사입니다) — южнокорейский телесериал 2021 года, режиссёром которого выступил Ким Сон Хо, а сценаристом — Юн Джи Рён. Это оригинальный сериал Netflix, в главных ролях — Ли Джэ Хун, Тхан Джун Сан и Хон Сын Хи.
Сериал посвящен Гы Ру, в исполнении Тхан Джун Сана, молодого человека с синдромом Аспергера, и Сан У, в исполнении Ли Джэ Хуна, его опекуна. Они работают уборщиками мест гибели людей и в процессе своей работы раскрывают неизвестные истории.
Сериал был выпущен на Netflix по всему миру 14 мая 2021 года.

## Синопсис
Гы Ру (Тхан Джун Сан), страдающий синдромом Аспергера, и его дядя, бывший заключённый, Сан У (Ли Джэ Хун) впервые встречаются после внезапной смерти отца Гы Ру. Назначенный опекуном Гы Ру, Сан У присоединяется к своему племяннику, чтобы помочь управлять семейной компанией по уборке мест после смерти людей — «Move to Heaven». В ходе работы они раскрывают неизвестные истории о покойных, в то время как Сан У пытается справиться со своим болезненным прошлым, связанным со своим братом, отцом Гы Ру, а также с травмирующим инцидентом, который привёл его в тюрьму.

## Актёрский состав

### Главный состав
- Ли Джэ Хун — Чо Сан У[3], бывший осуждённый и отчуждённый дядя Гы Ру, ставший его опекуном после освобождения из тюрьмы. Он прямолинеен, курит сигареты и подрабатывает подпольным бойцом ММА. Был отправлен в тюрьму за то, что во время боя ввёл своего протеже Су Чхоля в кому. Несмотря на своё прошлое, ему поручено заботиться о Гы Ру после освобождения, и он должен оставаться и работать с Гы Ру в течение трёхмесячного испытательного срока. Хотя изначально он делает это ради финансовой выгоды и, кажется, не знает о состоянии Гы Оу, со временем он ближе узнаёт племянника, работая вместе с ним в качестве уборщиков мест гибели людей в компании «Move to Heaven». Это меняет его мировоззрение и позволяет ему узнать правду о своём сводном брате и отце Гы Ру, Чон У, которого он ошибочно считал бросившим его, когда он был ещё очень маленьким.
- Тхан Джун Сан — Гы Ру[4], 20-летний парень с синдромом Аспергера, как указано в диалоге, работает уборщиком на месте трагедий в службе «Move to Heaven», которую он возглавил после смерти своего отца. Он обладает высоким интеллектом, чрезвычайно логичен и имеет невероятную память, что позволяет ему раскрывать невысказанные истории о покойных через сбор их личных вещей. Следуя практике своего отца, Гы Ру помещает самые важные вещи умерших в жёлтую коробку, которую всегда настаивает на передаче ближайшим родственникам. Если они не могут быть легко найдены или не желают получить коробку, Гы Ру всегда пытается найти способ передать её, часто к удивлению и раздражению Сан У. Гы Ру также имеет небольшую одержимость рыбами и морской жизнью, так как его родители регулярно водили его в гигантский океанариум в детстве, и он продолжает это делать во взрослом возрасте. Когда он чувствует панику, Гы Ру перечисляет факты о рыбе, чтобы успокоиться. Несмотря на его состояние, вокруг него много людей, которые понимают его ситуацию и стараются изо всех сил помочь ему и утешить.
- Хон Сын Хи[англ.] — Юн На Му[5], лучшая подруга и соседка Гы Ру, которая присоединяется к нему и помогает управлять «Move to Heaven», когда ей начинает казаться странным внезапное появление Сан У в жизни Гы Ру. Однако её мать не одобряет её работу в качестве специалиста по очистке мест трагедий, поэтому она занимается этим в тайне. Она всегда проявляла заботу и защищала Гы Ру с тех пор, как они познакомились в детстве, и готова хорошо о нём заботиться.

### Роль второго плана
- Чжи Чжин Хи — Хан Чон У, отец Гы Ру и старший сводный брат Сан У по матери. Основатель и владелец компании «Move to Heaven», который внезапно скончался от остановки сердца. Ранее работал пожарным в Пусане, где спас брошенного младенца, которого он и его жена впоследствии усыновили и назвали Гы Ру. После смерти жены он обучил Гы Ру всему, что знал о жизни и своей работе в качестве специалиста по очистке мест трагедий, но скрывал от него своё сердечное заболевание. Он также относился к Сан У как к родному брату, но после смерти его отца и того, как Чон У непреднамеренно оставил его, они отдалились друг от друга, пока Су Чхоль не попытался воссоединить их на его последнем бое. Хотя Сан У отказывается видеть его, когда тот пытается навестить его в тюрьме, Чон У всё же доверяет ему заботу о будущем своего сына.
- Ким Джу Ён[англ.] — Мин Джи Вон, жена Чон У и мать Гы Ру, которая умерла от рака, когда он был ребёнком.
- Ли Мун Сик[англ.] — Пак Джу Тхэк, водитель грузовика для вывоза мусора и друг Чон У. Он является близким партнером «Move to Heaven», который помогает им собирать непригодный для использования мусор, оставленный покойными. Перебежчик из Северной Кореи, он восхищен работой «Move to Heaven» и всегда уделял им первостепенное внимание, когда они нуждались в его услугах.
- Им Вон Хи[англ.] — О Хён Чан, юрист и партнер «Move to Heaven». Чон У поручил ему связаться с Сан У, когда тот вышел из тюрьмы, и объяснить Гы Ру и На Му условия опекунства Сан У.
- Хонсок[англ.] — Пак Джун Ён[6], полицейский и друг Гы Ру и На Му. Его обычно можно увидеть на местах трагедий, где требуется навести порядок с помощью «Move to Heaven», и он является их первым контактом, когда паре требуется помощь полиции. Как и На Му, он понимает состояние Гы Ру и старается изо всех сил помочь ему. Намекают, что у него есть чувства к На Му.
- Чон Ён Чжу — О Ми Ран, мать На Му. Она вместе со своим мужем управляет небольшим магазином еды навынос, расположенным напротив «Move to Heaven». Она не одобряет дружбу своей дочери с Гы Ру и её работу в «Move to Heaven».
- Ли Джэук — Ким Су Чхоль[7], друг и протеже Сан У. 10 лет назад Сан У помог ему, когда его избили уличные хулиганы, вдохновив Су Чхоля стать бойцом, и в конечном итоге он сам стал чемпионом по боксу. Спустя несколько лет он сказал Сан У, что хочет уйти из бокса, чтобы начать новую жизнь, управляя магазином товаров для дома со своим отцом и сестрой. Он добровольно принял участие в организованном подпольном бою ММА против Сан У, чтобы получить необходимые ему деньги. Во время боя, после того, как Су Чхоль отказался уступить, Сан У жестоко нокаутировал его, погрузив в кому, и Сан У был отправлен за это в тюрьму. Сан У навещает все ещё находящегося в коме Су Чхоля в больнице после его освобождения, но вскоре после этого он умирает. Позже Сан У узнает, что Су Чхоль страдал от ХТЭ, что и стало настоящей причиной его ухода на пенсию.
- Пак Чон Вон — Ким Су Джин, младшая сестра Су Чхоля.
- Чон Э Юн — Мадам Чон, соратница Сан У и подпольный организатор боев ММА. Она организовала бой между ним и Су Чхолем и, после его освобождения из тюрьмы, убедила Сан У продолжить работу на неё.
- Чхве Суён — Сон У Рим[8], социальный работник, помогающий одиноким гражданам, у которых нет другой семьи. Ёе пути впервые пересекаются с «Move to Heaven», когда они посещают дом пожилой пары, совершившей совместное самоубийство, а позже связывается с ними, чтобы позаботиться о вещах Мэттью Грина. Сан У, похоже, влюблён в неё по уши.

### Специальное появление
- Син Су О — Ким Ён У[9], подозреваемый в убийстве. (4-й эпизод)
- Юн Джи Хе[англ.] — Ли Чжу Ён, государственный обвинитель (4-й и 10-й эпизоды)
- Квон Су Хён[англ.] — Су Хён[10], доктор. (5-й эпизод)
- Ли Ки Ён[англ.] — отец Су Хёна, заслуженный военный офицер. (5-й эпизод)
- Чон Дон Хван[англ.] — Ким Ин Су, пожилой мужчина, который совершает самоубийство вместе со своей женой. (6-й эпизод)
- Хан Со Джин — Минджи, девочка. (6-й эпизод)
- Юн Джу Сан[англ.] — Председатель Но. (6-й эпизод.)
- Ю Сон[англ.] — Кан Ын Чон, ведущая новостей. Когда она была подростком, её родители взяли на воспитание корейских детей, которых должны были усыновить иностранные пары. (9-й эпизод.)
- Кевин О[англ.] — Мэттью Грин, депортированный из Соединённых Штатов ищет свою биологическую мать, которую, как он полагает, зовут Кан Ын Чон. Его настоящее имя Кан Сон Мин. (9-й эпизод.)
- Ли Ре — «девушка-бабочка»[11]. (10-й эпизод.)

## Производство

### Предыстория и разработка
Сюжет был вдохновлён книгой-эссе под названием «Оставленные вещи» Ким Сэ Бёля, «Очиститель травм» (англ. "trauma cleaner") — специалист, занимающийся уборкой после кодокуси, умерших в одиночестве и изоляции, когда их тела обнаруживают лишь спустя несколько дней после разложения. Сценаристка Юн Джи Рён впервые познакомилась с этой книгой в 2015 году и связалась с Ким Сэ Бёлем. Она сопровождала его на одной из его работ, чтобы увидеть всё своими глазами, и задумалась о том, как жил покойный, наблюдая за тем, как Ким собирает его вещи.
В сентябре 2019 года стало известно, что Ким Сон Хо будет режиссёром сериала для Netflix.

### Кастинг
17 декабря 2019 года Netflix подтвердил участие Ли Джэ Хуна и Тхан Джун Сана в качестве главных актёров сериала. 3 июня 2020 года Netflix подтвердил, что к актёрскому составу присоединятся Чжи Чжин Хи, Ли Джэ Ук и Хон Сын Хи.

### Съёмки
В связи с пандемией COVID-19 производство сериала «На пути к небесам», как и других оригинальных дорам Netflix, было приостановлено в конце августа 2020 года. 25 февраля 2021 года Netflix объявил о своих будущих планах и сроках выхода предстоящих проектов, включая «На пути к небесам». В тот же день были опубликованы новые кадры из сериала.

## Эпизоды
| № | Название    | Режиссёр   | Автор сценария | Дата премьеры |
| --- | ----------- | ---------- | -------------- | ------------- |
| 1 | «Эпизод 1»  | Ким Сон Хо | Юн Джи Рён     | май 14, 2021  |
| Смертельная травма фабричного стажера приводит Хан Чон У и Хан Гы Ру в его комнату, где становятся видны его цели на будущее и любовь к родителям. |             |            |                |               |
| 2 | «Эпизод 2»  | Ким Сон Хо | Юн Джи Рён     | май 14, 2021  |
| Чо Сан У становится законным опекуном Гы Ру и его новым коллегой. Гы Ру ищет послание матери в своем тайнике с наличными и банковскими квитанциями. |             |            |                |               |
| 3 | «Эпизод 3»  | Ким Сон Хо | Юн Джи Рён     | май 14, 2021  |
| Владелец магазина костюмов раскрывает давнее желание матери. Сан У напоминают о его дорогостоящем обещании. Главные герои прибывают на окровавленное место преступления. |             |            |                |               |
| 4 | «Эпизод 4»  | Ким Сон Хо | Юн Джи Рён     | май 14, 2021  |
| Руководство пользователя устройства, невидимого на месте преступления, не дает Гы РУ спать по ночам. Затем Гы Ру нашёл компрометирующие улики, которые привели к осуждению предполагаемого бойфренда жертвы, что поразило адвоката обвинения способностью Гы Ру запомнить информацию её визитки. Сан У вспоминает избиение, которому подверглась его мать, когда убирала дом от поножовщины, а позже Сан У сказали, что он должен выплатить кредит либо наличными, либо своими кулаками. |             |            |                |               |
| 5 | «Эпизод 5»  | Ким Сон Хо | Юн Джи Рён     | май 14, 2021  |
| Уборщики травм ищут близкого человека убитого врача, чтобы передать ему коробку, полную сожалений, надежд и нереализованного будущего на двоих. |             |            |                |               |
| 6 | «Эпизод 6»  | Ким Сон Хо | Юн Джи Рён     | май 14, 2021  |
| Сан У и Гы Ру пытаются должным образом проводить любящую пару, которая позвонила Move to Heaven после того, как решила вместе, рука об руку, покинуть этот мир. |             |            |                |               |
| 7 | «Эпизод 7»  | Ким Сон Хо | Юн Джи Рён     | май 14, 2021  |
| Сан У неохотно взял Ким Су Чхоля под свое крыло 10 лет назад, не подозревая, что его наставничество перерастет в братство и закончится разрушением. |             |            |                |               |
| 8 | «Эпизод 8»  | Ким Сон Хо | Юн Джи Рён     | май 14, 2021  |
| Сан У принуждают подписаться на бой в обмен на Гы Ры и документы на дом. В особый день Гы Ру ведет Сан У по дорожке воспоминаний. |             |            |                |               |
| 9 | «Эпизод 9»  | Ким Сон Хо | Юн Джи Рён     | май 14, 2021  |
| Поиски Мэттью Грином своей биологической матери заканчиваются душераздирающим недоразумением. Сан У отправляется в свой последний бой. |             |            |                |               |
| 10 | «Эпизод 10» | Ким Сон Хо | Юн Джи Рён     | май 14, 2021  |
| Еще не готовый отпустить Чон У, Гы Ру убегает из дома. Поскольку их совместное проживание подходит к концу, определяется квалификация Сан У как опекуна. |             |            |                |               |

## Релиз
Сериал был выпущен на Netflix 14 мая 2021 года. Все 10 серий, каждая продолжительностью от 45 до 60 минут, доступны для потоковой передачи. Это стал 11-й южнокорейский оригинальный сериал Netflix, выпущенный на платформе.

## Принятие
Грег Уиллер из The Review Geek, оценив сериал на 9 из 10, отметил, что это произведение является красивым посланием, переданным через уникальных персонажей. Уиллер высоко оценил актёрскую игру Тхан Джун Сана, написав: «Актёрская игра Тхан Джун Сана не оставляет равнодушным…» Он также похвалил саундтрек, отметив, что он «абсолютно точен». В заключение Уиллер сказал: «Благодаря отличной актёрской игре, тщательно проработанным главам и уважительному и вдохновляющему взгляду на смерть, „Move to Heaven“ — это мастерски написанная и уникальная корейская драма», и добавил, что сериал является «…обязательным к просмотру в этом году. Только не забудьте приготовить пачку салфеток, чтобы вытереть слёзы!».
Риан Дейли из NME также высоко оценил сериал, присвоив ему 5 из 5 звёзд и назвав его претендентом на звание одного из лучших шоу 2021 года.

## Награды и номинации
| Награда                                  | Год  | Категория                             | Номинант          | Результат | Ист.          |
| ---------------------------------------- | ---- | ------------------------------------- | ----------------- | --------- | ------------- |
| APAN Star Awards                         | 2022 | Лучший новый актёр                    | Тхан Джун Сан     | Победа    | [ 20 ]        |
| Asia Contents Awards & Global OTT Awards | 2021 | Награда за лучший творческий подход   | На пути к небесам | Победа    | [ 21 ]        |
| Asia Contents Awards & Global OTT Awards | 2021 | Лучшая мужская роль                   | Ли Джэ Хун        | Победа    | [ 21 ]        |
| Asia Contents Awards & Global OTT Awards | 2021 | Лучший сценарист                      | Юн Джи Рён        | Победа    | [ 21 ]        |
| Asia Contents Awards & Global OTT Awards | 2021 | Лучший оригинальный OTT сериал        | На пути к небесам | Номинация | [ 22 ]        |
| Asia Contents Awards & Global OTT Awards | 2021 | Творческий подход за пределами границ | На пути к небесам | Номинация | [ 22 ]        |
| Asia Contents Awards & Global OTT Awards | 2021 | Лучший новичок — актёр                | Тхан Джун Сан     | Номинация | [ 22 ]        |
| Asian Academy Creative Awards            | 2021 | Лучший актёр в главной роли           | Ли Джэ Хун        | Победа    | [ 23 ] [ 24 ] |
| Asian Academy Creative Awards            | 2021 | Лучший драматический сериал           | На пути к небесам | Победа    | [ 23 ] [ 24 ] |
| Телепремия «Голубой дракон»              | 2022 | Лучшая мужская роль                   | Ли Джэ Хун        | Номинация | [ 25 ]        |
| Director’s Cut Awards                    | 2022 | Лучший режиссёр                       | Ким Сон Хо        | Номинация | [ 26 ]        |
| Director’s Cut Awards                    | 2022 | Лучший сценарий                       | Юн Джи Рён        | Номинация | [ 26 ]        |

### Списки
| Издатель | Год  | Список                              | Место | Ист.   |
| -------- | ---- | ----------------------------------- | ----- | ------ |
| NME      | 2021 | 10 лучших корейских дорам 2021 года | 3-е   | [ 27 ] |